# Ḩorījeh
Ḩorījeh (persiska: حریجه) är en ort i Iran.   Den ligger i provinsen Khuzestan, i den västra delen av landet, 600 km sydväst om huvudstaden Teheran. Ḩorījeh ligger 19 meter över havet och antalet invånare är 246.
Terrängen runt Ḩorījeh är mycket platt. Runt Ḩorījeh är det ganska tätbefolkat, med 144 invånare per kvadratkilometer. Närmaste större samhälle är Ḩamīdīyeh, 15,0 km norr om Ḩorījeh. Omgivningarna runt Ḩorījeh är i huvudsak ett öppet busklandskap.